# Noapte bună, copii
Noapte bună, copii (în bulgară Лека нощ, деца)  (mai bine cunoscută sub numele de „Soare”, în bulgară Сънчо) este o rubrică de televiziune bulgară pentru copii. Este difuzată pe Primul Program (mai târziu Canal 1 și în prezent BNT1) în fiecare seară de la 19:50 sau 19:45. Prima ediție a fost transmisă pe 5 martie 1960. În 2003 emisiunea a fost scoasă de pe micul ecran, dar un an mai târziu a revenit. Din septembrie 2019, emisiunea este difuzată pe BNT 2.
Genericul se schimbă în funcție de anotimp, dar era însoțit de același cântecel. Emisiunea era urmărită, înainte de 1989, și în sudul României, unde canalul bulgar se recepționa terestru. În această perioadă, Televiziunea Română a transmis doar 5 minune de desene animate pe săptămână, în emisiunea Gala desenului animat din weekend
Printre serialele difuzate în anii 1980 se numărau Jamie și lanterna magică (Jamie and the Magic Torch), Pantera Roz, Tom și Jerry,  Yakky Doodle, Banane în pijamale etc.